# Utas és holdvilág
Az Utas és holdvilág Szerb Antal először 1937-ben megjelent regénye.
A regényt angol, német, lengyel, francia, olasz, spanyol, holland, szerb és hindi nyelvre is lefordították. 2004 elején Németországban és Ausztriában a mű új, Christina Viragh tollából származó fordítása heteken át vezette a könyvek eladási listáját.

## Cselekmény
Egy budapesti vállalat igazgatójának fia, Mihály feleségével, Erzsivel éppen nászútján van Velencében. A házaspár találkozik Mihály gyermekkori barátjával, Szepetneki Jánossal, aki ahogy jött, olyan hirtelen távozik. Mihályt azonban felzaklatja a találkozás, így úgy dönt, megosztja feleségével kamaszkorának történetét.
Mihály kamaszként hallucinációkon ment keresztül, melyben egy örvény jelent meg előtte, mely egyre közeledett felé. Ezek az epizódok többnyire csak pár percig tartottak, de ilyenkor nem tudott megmozdulni, se jelt adni helyzetéről. Egyszer a szokásosnál tovább tartott ez az állapot és már azt hitte, az örvény végleg bekebelezi, azonban ekkor egy ismeretlen kéz megérintette, melytől ismét tisztán látott. Ez a halk szavú osztálytársának, Ulpius Tamásnak a keze volt. Mihály ezek után sokat járt át Tamásékhoz, akik a várnegyedben laktak. Itt ismerkedett meg Ulpius Évával, Tamás húgával, akit hasonló rajongással imádott, mint magát Tamást. A két testvérnek anyja meghalt, apja pedig alkoholizmusa miatt nem törődött gyermekeivel. Jó kapcsolatuk egyedül nagyapjukkal volt, aki játékaiknak szükségleteit szolgáltatta. Az Ulpiusék szerepjátékokkal ütötték el iskolakerülő idejüket, melyekben tragédiákat játszottak el, ami mindig Tamás valamilyen módon való halálával végződött. Ezekhez csatlakozott Mihály is, aki szintén nagyon élvezte, mikor Éva keze által halhatott meg. Az Ulpiuséknál kizárták a külvilágot, amennyire csak tehették; az éppen akkor dúló világháborúról például alig tudtak valamit. Az újságolvasásnál jobban szerettek színházba járni, melynek jegyeiért nem féltek lopni, akár Mihálytól is, akit ez egyáltalán nem zavart. Évát ekkortájt beválogatták egy iskolai színdarabba, melynek kapcsán megismerte őt Mihály két másik osztálytársa, Szepetneki János és Ervin. János mindig mindenben le akarta győzni Mihályt, így nem is csoda, hogy ő is kereste Éva társaságát. Ervin annál különösebb figura volt; sokáig a szocialista eszméket éltető zsidó fiú, aki egyik napról a másikra katolizált, majd a vallásban is olyan buzgón kezdett hinni, mint egykor az őszirózsás forradalomban. Ez a magatartás igencsak imponálóan hatott a társaságra, így mindenki átvette Ervin keresztény fanatizmusát. Ez azonban az idő múlásával alábbhagyott, csak Ervin maradt meg dogmatikus vallásosságában. Éva akkoriban beleszeretett a már hegemón státuszt betöltő Ervinbe, aki viszonozta az érzelmeket, azonban az Ulpius apa nem adta áldását kettejük házasságára, így a fiú szerzetesnek állt. Évának ezek után egy idősebb kérője érkezett, akivel a házasságot már nem tudta volna megkerülni apja parancsa miatt. Így Tamással elutazott Hallstattba, ahol Tamás öngyilkos lett, Éva pedig eltűnt.
A beszélgetés után Mihályban tudatosul, hogy Erzsi sosem lesz képes igazán megérteni őt, és ezért örökre idegen marad számára. Érzéseit ismét felkavarja másnap egy váratlan meglepetés, nevezetesen, hogy levelet kap Erzsi egykori férjétől, Pataki Zoltántól, aki pénzt küld neki, hogy feleségét (akibe Pataki még mindig teljes szívéből szerelmes) abban a luxusban tudja eltartani, amiben régebben Zoltán kényeztette. Az ajánlatot Mihály felháborítónak találja.
Az éjszaka Mihály magához veszi felesége táskájából az útlevelét és csekk-könyvét. Másnap, mikor Róma felé mennek vonattal, egy állomáson Mihály leszáll leülni egy kávé erejére, azonban tudta nélkül rossz vonatra száll vissza. Így Erzsi és Mihály útja szétválik, melynek az utóbbi tudat alatt örül. Ír a feleségének, hogy teljesen rendben van és ne keresse, majd hagyja, hogy az ösztönei vezéreljék. Az út során azonban egyre zaklatottabb lesz. Végül egy hegyre menet elájul, majd Folignóban egy kórházban ébred fel. Itt megismerkedik a fél-angol orvossal, Ellesley-vel, majd később a buta amerikai turista lánnyal, Millicenttel, akivel továbbutazik Sienába. Ott azonban kedélyállapota ismét romlani kezd, az Ulpiusék emléke és a kínzó nosztalgia elveszi minden életkedvét, így visszautazik Folignoba a doktorhoz. Ellesley szerint erre nincsen tudományos gyógyír, csakis spirituális, és eltanácsolja egy Gubbióban élő szerzeteshez. A szerzetesről kiderül, hogy egyszer meggyógyított egy hasonló betegségben szenvedő nőt, akivel egy ismeretlen nyelven kommunikált. Mihály érzi, hogy ez a szerzetes Ervin lesz, ezért rögvest útnak indul.
Gubbioban találkozik is Ervinnel, aki nagy szeretettel fogadja. Neki is elpanaszolja bánatát, mire Ervin azt tanácsolja neki, hogy menjen Rómába. Ezt a döntést nem tudja megindokolni, de nagyon erősen érzi, hogy így kell tennie. Kiderül továbbá, hogy Ervin már régóta betegségben szenved a kolostorának rossz ellátása miatt, ezzel azonban nem akar foglalkozni.
Erzsi közben Párizsba megy egy barátnőjéhez, Sárához, akivel kapcsolatban megismerkedik egy perzsa ópiumgyártóval üzleti ügyben. A gazdag perzsának a modora és egzotikuma lenyűgözi Erzsit, azonban kizökkenti a meglepetés, hogy ennek az embernek dolgozik Szepetneki János is, akivel hamar beszélgetni kezdenek. János – mivel mindenben le akarja győzni Mihályt – el akarja csábítani Erzsit, aki eleinte nem adja be a derekát, azonban Jánost még Mihálynál is különösebbnek találja, így végül felengedi hotelszobájába.
Mihály már több hete Rómában van, mikor levelet kap bátyjától, aki tájékoztatja, hogy Erzsitől való válása mennyi problémát is okozott a vállalatnak, ugyanis Erzsi pénzt fektetett oda, melyet most már nagyon költséges mozgósítani. Testvére arra kéri, hogy menjen haza, Mihály ezt azonban nem teszi meg, ugyanis találkozik egyetemi barátjával, Waldheimmel, aki jelenleg egész Európában ismert vallástörténész, aki éppen az ősi kultúrák halál-felfogásával foglalkozik. Mihály sok időt tölt vele, majd egy éjszaka közösen elmennek az amerikai archeológiai intézet jelmezbáljába, ahol egy pillanatra meglátja Évát, amint beszáll egy kocsiba és elmegy. Ez megerősíti benne, hogy Éva a városban van és esze ágában sincs elmenni onnan.
Pataki Zoltán mindeközben Párizsba megy, hogy visszahódítsa Erzsit, aki azonban még mindig szerelmes Mihályba. Zoltán elkeseredik, majd találkozik Jánossal, akivel üzletet kötnek. Ezt követően János Rómába megy Mihályhoz. Azt ajánlja neki, hogy írásba foglalva adja be a válópert Erzsi ellen, ezért cserébe pedig pénzt kap Zoltántól. Mihály kezdetben felháborodik, majd belemegy az üzletbe. Erzsi nem sokkal ezután találkozni akar Mihállyal, akinek nincs lelkiismerete visszautasítani. Megtudja, hogy Jánosék csőbe húzták, az írásos dokumentummal lejáratják egész Budapest előtt, és így Zoltán is visszakapja nejét. Az is kiderül, hogy Éva a közeli jövőben elutazik Indiába. Mihály borzalmasan elkeseredik, az estét Erzsivel tölti, de hamar rájön, hogy a hozzá fűződő  viszonya egyáltalán nem változott. Erre Erzsi is ráeszmél és végleg kiszeret a férfiból. Másnap este Mihályt váratlanul meglátogatja Ulpius Éva, aki elmeséli, hogy ő adta be a mérget Tamásnak, aki erre kérte őt. Mihály pedig megkéri, hogy az ő életét is Éva vegye el.
Erzsi közben visszatér Párizsba Jánoshoz, akivel kocsikázni mennek hármasban a perzsával. A kocsijuk visszafelé lerobban a semmi közepén, így egy parasztházban szállnak meg, amíg János elmegy a közeli faluba alkatrészekért. Erzsi külön szobába lett elszállásolva, azonban hamar rájön, hogy ez az egész jelenet rendezett, Szepetneki eladta a perzsának. Eleinte szívesen ment volna bele ebbe, szívesen lett volna az a nő, akire úgy vágyik egy férfi, hogy képes érte nagyobb összegeket fizetni. De végül a polgári énje győzedelmeskedik; eltorlaszolja az ajtót, melyen a perzsa be tudna jönni, majd reggel hazaszökik Párizsba, majd Pestre Zoltánhoz.
Mihály éppen megírni készül búcsúlevelét, mikor egy olasz nő jön be szobájába. Ennek a nőnek ugyanis megígérte korábban, hogy egy családtagjának most született gyermekének a keresztapja lesz. Mihály elmegy a keresztelőre, ahol részegre issza magát. Az olaszok lefektetik, mire Mihály azt hiszi, meg akarják ölni. Egyre inkább várja a halált, ami csak nem jön, majd egy idő után megnyugszik és elalszik. Másnap reggel ébred fel. Otthon megtalálja Éva levelét, amelyben közli, hogy nem jön el, mert szerinte Mihályhoz nem való Tamás halála; „mindenki keresse a saját halálát”. Mihály ismét álomba zuhan, melyből apja ébreszti fel, aki azért jött Rómába, hogy hazavigye fiát. Este már vonaton ülnek, és Mihály a vonat ablakán kibámulva azt gondolja, talán most sikerül konformizálódnia, mert már nem lehet, és nem is akar megszökni.

„Életben kell maradni. Élni fog ő is, mint patkányok a romok közt. De mégis élni. És ha az ember él, akkor még mindig történhetik valami.”

## Feldolgozások
A regényből 1974-ben Horváth Z. Gergely rendezésében film készült, 1996-ban Galambos Péter színpadi művet írt belőle. 2002-ben a Korai Öröm együttes tagjaként és DJ-ként is ismert Vajdai Vilmos készített rádiójátékot az Utas és holdvilágból Bodó Viktor, Ónodi Eszter és Csányi Sándor főszereplésével. A rádiójátékot alapul véve Vajdai Vilmos, az általa alapított TÁP Színház társulatával, Laboda Kornél és Törőcsik Franciska főszereplésével rendezte meg a Trafóban. Az előadást 2017. szeptember 19-én mutatták be. A playback előadás 2017-ben Highlights of Hungaryt, majd 2018-ban legjobb független előadás kategóriában és legjobb látvány kategóriában Színikritikusok díját nyert.
A művet 2009. február 13-án bemutatta a zalaegerszegi Hevesi Sándor Színház, Forgách András adaptációját felhasználva, Bagó Bertalan rendezésében.